# اندیس تورمالین محمدآباد زاهدان
تورمالین محمدآباد زاهدان یک اندیس غیرفلزی است که در حوالی شهر تله سیاه استان سیستان و بلوچستان قرار دارد و مادهٔ معدنی موجود در آن، تورمالین است.سنگ میزبان این اندیس کرتاسه بالایی است  